# Gęślice
Gęślice – osada w Polsce położona w województwie pomorskim, w powiecie bytowskim, w gminie Kołczygłowy.
Mała osada śródleśna na południowym obrzeżu Parku Krajobrazowego Dolina Słupi.
W latach 1975–1998 miejscowość administracyjnie należała do województwa słupskiego.